# Vrms
vrms, Virtual Richard M. Stallman (Richard Stallman virtuel), est un logiciel dont le but est d'informer sur la proportion de paquets libres, ou non, d'une Debian (ou de ses dérivées). vrms est écrit en Perl et est publié sous licence GPL.

## Principe
vrms est un logiciel en mode ligne de commandes originellement écrit pour Debian GNU/Linux, mais qui fonctionne aussi sur les distributions basées sur Debian et utilisant apt comme Ubuntu. 
Ce programme analyse la liste des paquets installés (disponible dans /var/lib/dpkg/status) à la recherche de paquets non-free. S'il en trouve, il les listera sur la sortie standard avec une courte explication de la raison pour laquelle le logiciel est considéré comme non libre. vrms dispose en local d'une liste de logiciels non libres  et de l'explication associé dans le fichier /usr/share/vrms/reasons/vrms.
Si aucun paquet non-free n'est trouvé sur le système, vrms affichera la phrase « No non-free packages installed on ${hostname}! rms would be proud » (« Pas de paquets non libres installés sur $hostname! rms serait fier »). Bien sûr $hostname sera remplacé par le nom de la machine.
Si un ou plusieurs paquets sont trouvés, alors vrms affichera le nombre de paquets trouvés, le nombre de paquets total, un pourcentage de paquets non libre par rapport au nombre de paquets total, puis une liste des paquets qui posent problème.

## Philosophie
Sont considérés comme non-free les logiciels imposant des restrictions sur leur utilisation ou leur modification, ce qui implique qu'ils ne répondent pas aux critères définis par le contrat social de Debian et les DFSG. Certains logiciels sont suffisamment importants pour être tolérés par les utilisateurs Debian et donc sont inclus dans la distribution malgré les problèmes de licence.
Le paquetage vrms est cependant quelque peu trompeur car son nom suggère qu'il a à voir avec Richard M. Stallman alors qu'il suit dans les faits la définition Debian de free. Par exemple, les choses sous GFDL sont considérées comme non libres par Debian et libres par Richard M. Stallman.
Le nom du paquet vient du fait que Richard Stallman est célèbre pour son engagement contre les logiciels propriétaires.  Il a par ailleurs émis le désir que les utilisateurs devraient pouvoir savoir sans difficultés s'ils utilisent des logiciels non-free.